# Ousoumane Camara
Ousoumane Camara (* 19. Dezember 1998 in Pontoise) ist ein französisch-guineischer Fußballspieler.

## Karriere
Camara begann seine fußballerische Karriere im Alter von elf Jahren Bei Cergy Pontoise, ehe er im Jahr 2011 zur AJ Auxerre wechselte. Ab 2016 kam er neben der Jugendmannschaft auch bei der zweiten Mannschaft zum Einsatz. In der Saison 2016/17 spielte er mit der U19 in der Coupe Gambardella und stand zudem einmal in der Ligue 2 im Kader. Zudem stieg er mit der zweiten Mannschaft in jener Saison von der vierten in die fünfte Liga ab. In der Saison 2019/20 schaffte Camara zum einen den Wiederaufstieg in die National 2 mit dem Zeitteam und kam zudem einmal für die Profimannschaft in der Coupe de France zum Einsatz, wo ihm zwei Vorlagen gelangen. Am ersten Spieltag der Folgesaison 2020/21 stand er gegen den FC Sochaux in der Startelf und gab somit sein Profidebüt. Im weiteren Saisonverlauf stand er noch in vier weiteren Ligaspielen auf dem Platz und kam zudem einmal im Pokal zum Einsatz. In der Spielzeit 2021/22 kam er dann zu keiner einzigen Einsatzminute im Profiteam, spielte lediglich ein paar Mal im viertklassigen Zweitteam. Währenddessen stieg die erste Mannschaft in die Ligue 1 auf, wo Camara zunächst auch keine Rolle spielte. 2024 verließ er Auxerre und schloss sich dem Viertligisten Grand Ouest association lyonnaise Football Club an.

## Erfolge
AJ Auxerre U19
- Meister der National 3 und Aufstieg in die National 2: 2020